# Crash Landing (album)
Crash Landing je prvi miksani album repera Kid Inka koji je objavljen 15. studenog 2010. godine. Objavio ga je preko svoje diskografske kuće Tha Alumni Music Group kao besplatni download. Na albumu gostuju izvođači kao što su Bei Maejor, Meek Mill, Sterling Simms i Roscoe Dash, te producenti kao što su Hit-Boy i Cardiak.
Album je u svom prvom tjednu preuzet s interneta u 50.000 primjeraka. Nakon objavljivanja albuma odmah je napravio malu turneju. Kid Ink je objavio osam spotova za pjesme "Run This", "All I Know", "Please", "Take Over the World", "Keep It Rollin'", "La La La", "360" i "Bathroom".

## Popis pjesama
| Br. | Skladba                                       | Producent     | Trajanje |
| --- | --------------------------------------------- | ------------- | -------- |
| 1.  | »Crash Landing (Intro)«                       | Jaywan        | 2:18     |
| 2.  | »Keep It Rollin'«                             | The Arsenals  | 3:28     |
| 3.  | »Take Over the World« (featuring Tydolla$ign) | KE            | 3:59     |
| 4.  | »Bathroom« (featuring Gudda Gudda)            | Jahlil Beats  | 4:10     |
| 5.  | »Shorty Shorty« (featuring Roscoe Dash)       | KE            | 3:35     |
| 6.  | »Double Take« (featuring Bei Maejor)          | Young Jerz    | 4:19     |
| 7.  | »Messin' Up My High«                          | Famous        | 3:22     |
| 8.  | »Closet Freak«                                | KE            | 3:17     |
| 9.  | »Dancing On My Bed«                           | Neeko         | 3:27     |
| 10. | »Gettin' Good« (featuring Ya Boy)             | Famous        | 3:56     |
| 11. | »360« (featuring Meek Mill)                   | Jahlil Beats  | 4:53     |
| 12. | »La La La«                                    | Kajmir Royale | 3:13     |
| 13. | »Love Life«                                   | Hit-Boy       | 3:29     |
| 14. | »All I Know« (featuring Sterling Simms)       | Raw Unkut     | 3:44     |
| 15. | »Please«                                      | Kajmir Royale | 3:52     |
| 16. | »NightShift«                                  | KE            | 3:42     |
| 17. | »Situation« (featuring Kyle Christopher)      | Klasic        | 3:18     |
| 18. | »Run This«                                    | Kajmir Royale | 2:26     |
| 19. | »Take Me Down« (featuring Chrishan)           | Jahlil Beats  | 4:00     |
| 20. | »Wait For Me«                                 | Essay Potna   | 4:09     |

| 21. | »Sex, Drugs & Rock n' Roll« (featuring K-Young) | Kid Ink         | 4:01 |
| 22. | »Feel It« (featuring Los & Milli Millz)         | Kajmir Royale   | 3:38 |
| 23. | »Hero«                                          | Kid Ink         | 3:06 |
| 24. | »Insane«                                        | Cardiak         | 2:54 |
| 25. | »Neva Eva«                                      | Kid Ink         | 3:24 |
| 26. | »Joystick« (featuring Ya Boy & California Cush) | Kajmir Royale   | 4:32 |
| 27. | »I'm Hurt«                                      | Zo The Beat Boi | 3:22 |
| 28. | »Let It Go«                                     | Famous          | 4:05 |